# 政府24小時自助服務中心
政府24小時自助服務中心（葡萄牙語：Centro de Serviços de Auto-Atendimento de 24 horas do Governo），是澳門特別行政區政府推動電子政務發展、構建現代化服務型政府而推出，由身份證明局管理，中心為全天24小時運作，覆蓋於澳門半島、氹仔島、路環島及廣東省橫琴粵澳深度合作區，除設有身份證明局自助辦證及領領證服務外，另設有多部門多功能自助服務機方便市民於中心內隨時辦理任何政務服務，共7個類別，涉及11個部門的38項自助服務（包括市政署、財政局、治安警察局、郵電局及行政公職局等）。而位於橫琴「澳門新街坊」的澳門政務24小時服務中心更設有「遙距服務櫃台」服務，方便身處橫琴的澳門居民透過遙距方式進行跨境辦事服務。

## 歷史

### 24小時自助服務區時期
2013年11月下旬，民政總署於黑沙環政府綜合服務大樓地面層增設24小時自助服務區，設置多部不同類型的自助服務機，包括城市指南、登記使用香港e道指紋採集自助服務機、醫療券及辦理在生證明自助服務機、查核智能身份證真偽自助服務機、智能身份證更改聯絡資料自助服務機、財政局查詢稅款計算自助服務機等。服務區另增設選民登記的自助服務。
2018年，身份證明局推出24小時自助辦證服務，市民可透過5個24小時自助服務點辦理旅行證件及證明書。五個地點包括在澳門半島的南灣、黑沙環；氹仔中心及路環石排灣的兩個自助服務點。
2018年4月21日，身份證明局於石排灣自助服務站推出24小時《刑事紀錄證明書》自助申請服務。同年11月20日，擴展自助申請服務點至南灣及石排灣社區綜合大樓六樓。
2019年1月11日，《個人資料證明書》自助申請服務擴展至24小時，原有申請《刑事紀錄證明書》24小時服務亦擴展服務點至黑沙環政府綜合服務大樓。
2019年7月15日，推出24小時自助申請《澳門特別行政區護照》、《澳門特別行政區旅行證》及《澳門居民往來香港特別行政區旅遊證》（簡稱《往港旅遊證》）服務。
2020年6月17日，辦理澳門特別行政區永久性居民身份證續期可在身份證明局五個24小時自助服務點辦理。
2020年10月9日，身份證明局五個24小時自助服務點推出24小時自助辦理《社團及財團證明書》服務，方便居民隨時可透過自助服務機辦理社團及財團的“存有紀錄證明書”及“領導架構證明書”，更可即日領取相關證明書，或選擇使用身份證明局的代寄服務送往指定的機構。
2021年3月8日，市政署於氹仔平民新邨開設“黑橋24小時政府自助服務區”，設有多部自助服務機，包括：市政署資訊服務亭、財政局自助服務機、身份證明局自助服務機及政府跨部門多功能自助服務機；另增設三個市政署自助服務區，分別位於澳門半島政府綜合服務大樓、離島政府綜合服務中心及離島區市民服務中心—石排灣分站。
2021年9月23日，身份證明局推出24小時自助申請《親屬關係證明書》服務。
2022年10月21日，位於氹仔平民新邨的氹仔黑橋活動中心正式對外開放，原“黑橋24小時政府自助服務區”已停止運作。

### 升級及整合為政府24小時自助服務中心
2023年12月5日，澳門特別行政區政府跨部門推出七個“政府24小時自助服務中心”，其中將原有的三個24小時自助服務區（包括政府綜合服務大樓及離島政府綜合服務中心及石排灣社區綜合大樓）作出整合並升級，另增設四間中心分佈在南灣中華廣場、二龍喉、筷子基社屋快達樓及湖畔大廈。七間全新升級或增設的“政府24小時自助服務中心”，內部增設多樣設施及服務，包括升級版的自助辦證機、自助領證機、提供不同範疇的多功能自助服務機；全新升級的自助服務機提供共7個類別，涉及11個部門的38項自助服務。
2024年6月20日，增設“智取易”智能文件櫃服務。公眾在申請指定公共服務後，可選擇於六個政府24小時自助服務中心的文件櫃自助領取文件，不再受政府辦公時間限制。同日起，身份證明局多功能自助服務機升級改版，包括增設二維碼閱讀器讀取“電子身份”、“一戶通”我的照片及其他電子證明；加大顯示屏幕；更新相機鏡頭和指模掃描器等，以提升人臉識別技術，以及更準確和快速辨識身份；程式介面及操作流程亦作出簡化，並特設關愛模式供有需要人士使用；預先登記使用香港e-道服務改為在政府24小時自助服務中心的自助辦證機提供。
2024年10月7日，新增使用一戶通申請汽車、民事登記證明，同樣可選擇透過“智取易”領取紙本文件，另擬於二龍喉自助服務中心增設“智取易”智能文件櫃。
2025年2月12日，身分證明局聯同市政署於新橋區三盞燈綜合大樓增設「政府24小時自助服務中心」，三盞燈和二龍喉的自助服務中心另已增設智慧文件櫃。

### 澳門政務24小時自助服務擴展至橫琴深合區
2023年9月11日，位於横琴港澳大道868号市民服务中心2号楼的横琴粤澳深度合作区政务服务中心正式启用，當中於1樓的24小时自助服务区設有澳門政務自助服務專區。其中澳門財政局及身份證明局旗下的“澳證易”自助服務機率先提供服務。
2024年6月20日，深合區政務服務中心一樓24小時澳門政務自助服務專區增設自助領證機供澳門居民領取身份證及旅行證件，而“澳證易”自助服務機亦新增多項身份證明範疇服務和社團服務。
2024年9月2日，深合區政務服務中心一樓24小時澳門政務自助服務專區服務再度升級，增設新款多功能自助服務機，提供身份證明、社會福利、稅務查詢、市政服務、選民登記、交通出行及出入境等7個類別涉及11個部門近40項自助服務。治安警察局自助服務機於同年10月24日進駐政務中心一樓內的澳門政務自助服務專區。
2024年10月24日，位於澳門新街坊內的橫琴澳門政務24小時自助服務中心正式啟用，除設有多個澳門政府部門的各類自助服務機，以及智能文件櫃供澳門居民自助領取政府文件。與澳門境內的政府24小時自助服務中心不同之處的是增設遙距服務櫃檯，方便澳門居民在橫琴透過視像遙距跨境辦事，澳門居民不論身在澳門或橫琴，均可辦理身份證明文件，也可選擇在澳門或橫琴的指定辦事處或服務中心領取文件。以及設有公共休憩空間，提供兒童遊樂設施及閱覽區。

## 涵蓋自助服務之部門

### 身份證明局的自助服務

#### 自助辦證機
只可以辦理以下服務：
- 永久性居民身份證續期
- 特區護照首次申請或續期
- 特區旅行證首次申請或續期
- 刑事紀錄證明書申請
- 往港旅遊證首次申請或續期
- 個人資料證明書申請
- 親屬關係證明書申請
- 社團及財團證明書申請
- 社團及財團據位人資料查詢
- 登記使用香港e道

| 申請種類                 | 可在自助服務機辦理的條件 | 需要在櫃檯辦理的情況 | 不適用的情況 |
| ------------------------ | --- | --- | --- |
| 永久性居民身份證續期     | - 持有澳門特區永久性居民身份證 - 澳門居民身份證有效期少於6個月或已逾期 - 於身份證上的本次發證日已年滿5歲。 - 未滿18歲的申請人，在提出申請時，其父母任一方或監護人必須同時在場，且必須持有澳門居民身份證。 | - 於身份證上的本次發證日未年滿5歲 - 更改個人資料（地址、電話、職業、緊急聯絡人資料除外） - 遺失身份證（須提交報失證明） - 禁治產或準禁治產人                                                           | |
| 特區護照首次申請或續期   | - 持有有效的澳門特區永久性居民身份證的中國籍人士 - 澳門特區護照有效期少於9個月或已逾期 - 於身份證上的本次發證日已年滿5歲。 - 未滿18歲的申請人，在提出申請時，其父母或監護人必須同時在場。                 | - 澳門特區居民身份證已逾期（換證中且沒有更改個人資料除外） - 代辦申請 - 禁治產或準禁治產人 - 因遺失或損毀而申請旅行證件者                                                                              | |
| 特區旅行證首次申請或續期 | - 持有澳門特區非永久性居民身份證的中國籍人士 - 澳門特區旅行證有效期少於9個月或已逾期 - 無權取得其他旅行證件 - 未滿18歲的申請人，在提出申請時，其父母或監護人必須同時在場                                  | - 澳門特區居民身份證已逾期（換證中且沒有更改個人資料除外） - 代辦申請 - 禁治產或準禁治產人 - 因遺失或損毀而申請旅行證件者                                                                              | |
| 往港旅遊證首次申請或續期 | - 持有澳門特區居民身份證的中國籍或葡萄牙籍人士 - 往港旅遊證有效期少於9個月或已逾期 - 澳門居民身份證的發證日已年滿5歲 - 未滿18歲的申請人，在提出申請時，其父母或監護人必須同時在場。                       | - 澳門特區居民身份證已逾期（換證中且沒有更改個人資料除外） - 禁治產或準禁治產人 - 因遺失或損毀而申請旅行證件者                                                                                         | |
| 刑事紀錄證明書申請       | - 年滿16歲 - 持有澳門特區居民身份證 | - 澳門特區居民身份證已逾期 - 正在換領澳門特區居民身份證的人士 - 代辦申請 | |
| 個人資料證明書申請       | - 持有澳門特區居民身份證 - 未滿18歲的申請人，在提出申請時，其父母或監護人必須同時在場。 | - 澳門特區居民身份證已逾期 - 正在換領澳門特區居民身份證的人士 - 更改個人資料（如卡面資料、婚姻狀況、父母姓名等） - 禁治產或準禁治產人                                                                  | 不適用於辦理在澳門無子女證明書、鑑證證明書及證明曾持有或曾遞交其他證件的人士                                                                   |
| 親屬關係證明書           | - 持有澳門特區居民身份證 - 年滿18歲 - 適用於與父母、子女、配偶、兄弟姊妹、祖父母、外祖父母、孫子女、外孫子女（尊親屬及卑親屬）的關係                                                                      | - 澳門特區居民身份證已逾期 - 正在換領澳門特區居民身份證的人士 - 更改個人資料（如卡面資料、婚姻狀況、父母姓名等） - 禁治產或準禁治產人                                                                  | 居民身份證檔案內不存有與關係人的關係資料，須先向身份證明局提出「核實親屬關係」的申請，以確認其澳門居民身份檔案內與父母、子女或配偶的關係資料。 |
| 社團及財團證明書申請     | - 社團及財團存有紀錄證明書 - 持有澳門特區居民身份證 - 年滿18歲 | - 不持有澳門特區居民身份證的人士（包括遺失身份證） - 澳門特區居民身份證已逾期（換證中除外） - 代辦申請                                                                                                 | |
| 社團及財團據位人資料查詢 | | | 倘社團或財團沒有向身份證明局遞交選舉機關據位人的會議紀錄，則本局不存有相關資料而未能查閱。                                                     |
| 登記使用香港e道          | - 持有有效的澳門特區永久性居民身份證 - 年滿18歲 | 以下情況更換澳門居民身份證後需重新辦理登記手續，方可繼續使用香港e-道服務： - 澳門特區居民身份證已逾期 - 更改個人資料（如卡面資料、婚姻狀況、父母姓名等） - 禁治產人 - 遺失居民身份證（須提交報失證明） | |

#### 自助領證機
只能領取澳門居民身份證、澳門特區護照和澳門特區旅行證。如原證件未過期，取證時須帶備進行註銷。

### “智取易”智能文件櫃
目前只能自助領取身份證明局所有身份證明範疇的證明書，法務局經櫃枱申請登記服務證明，市政署多種牌照准照、行政許可和食品場所登記服務，以及行政公職局翻譯公司名稱服務等文件。

### 多功能自助服務機
自助服務機可辦理11個政府部門（包括身份證明局、治安警察局、衛生局、社會保障基金、社會工作局、退休基金會、財政局、文化局、市政署、行政公職局、交通事務局）接近40項的服務。

### 印務局自助售賣機
印務局自助售賣機發售政府出版的印刷品，如法律書刊、表格等。

### 治安警察局自助服務機
治安警察局自助服務機提供的服務，包括﹕「僱員身份的逗留許可」查詢系統、查詢／補印「逗留／居留許可憑條」、外地學生「逗留特別許可」的續期／補期、領取外地學生「逗留特別許可」申請結果、「僱員身份的逗留許可」自助續期及領取延長逗留結果。

### 財政局自助服務機
財政局自助服務機便利納稅人辦理相關稅務手續，包括：提供職業稅、所得補充稅等稅務查詢服務，更改稅務通訊資料、查閱個人債務狀況以及遞交沒有員工的職業稅M3/M4名表等。

### 智取易文件櫃
「智取易」智能文件櫃提供「7x24小時」無間斷服務，方便公眾在申請指定公共服務後，可選擇於24小時自助服務中心的文件櫃自助領取文件，不再受政府辦公時間限制。包括適用於身份證明局所有身份證明範疇的證明書，法務局經櫃枱申請登記服務證明，市政署多種牌照准照、行政許可和食品場所登記服務，以及行政公職局翻譯公司名稱服務。

### 遙距服務櫃檯
位於橫琴粵澳深度合作區的“澳門新街坊”澳門政務24小時自助服務中心內設有遙距服務櫃枱，讓身處橫琴的澳門居民在
辦公時間內可透過視像與澳門政府部門的前枱接待人員聯通，遙距辦理各項政府手續。遙距服務櫃枱具備身份認證、文件掃描、資料傳遞和電子簽署等功能，並可由部門接待人員提供一對一在線導辦服務，既保留傳統櫃枱服務的互動性，又方便居民無需返回澳門辦理手續。適用部門包括身份證明局、法務局、市政署和行政公職局常用的諮詢和申請服務。

## 自助服務中心地點
| 地點               | 地址                                                               | 備註                                                                    |
| ------------------ | ------------------------------------------------------------------ | ----------------------------------------------------------------------- |
| 澳門半島           |                                                                    |                                                                         |
| 南灣               | 南灣大馬路762-804號中華廣場1樓                                     | 身份證明局總部辦公區                                                    |
| 黑沙環             | 黑沙環新街52號政府綜合服務大樓地下                                 | 原政府綜合服務大樓24小時自助服務區                                      |
| 二龍喉             | 士多鳥拜斯大馬路35號地下                                           |                                                                         |
| 筷子基             | 筷子基社屋快達樓第二座地下G鋪及H鋪                                 |                                                                         |
| 三盞燈             | 澳門嘉路米耶圓形地5號三盞燈綜合大樓地下                            |                                                                         |
| 氹仔島             |                                                                    |                                                                         |
| 氹仔中心           | 離島政府綜合服務中心（哥英布拉街225號3樓）                         |                                                                         |
| 湖畔               | 亞速爾街100號湖畔大廈第6座地下                                     |                                                                         |
| 路環島             |                                                                    |                                                                         |
| 石排灣             | 蝴蝶谷大馬路石排灣社區綜合大樓6樓                                  | 市政署離島市民服務中心石排灣分站                                        |
| 橫琴粵澳深度合作區 |                                                                    |                                                                         |
| 橫琴（新街坊）     | 橫琴粵澳深度合作區祥順路370-378號2-6號鋪                           | - 澳門政府官方名稱為“澳門政務24小時自助服務中心” - 設有遙距服務櫃枱服務 |
| 橫琴（市民中心）   | 橫琴粵澳深度合作區港澳大道868號2號樓橫琴粵澳深度合作區政務服務中心 | 原橫琴政務服務中心24小時自助專區-澳門政務自助服務區                     |

## 外部連結
- 政府24小時自助服務中心專題網站 （页面存档备份，存于）